# Thomas Bloch

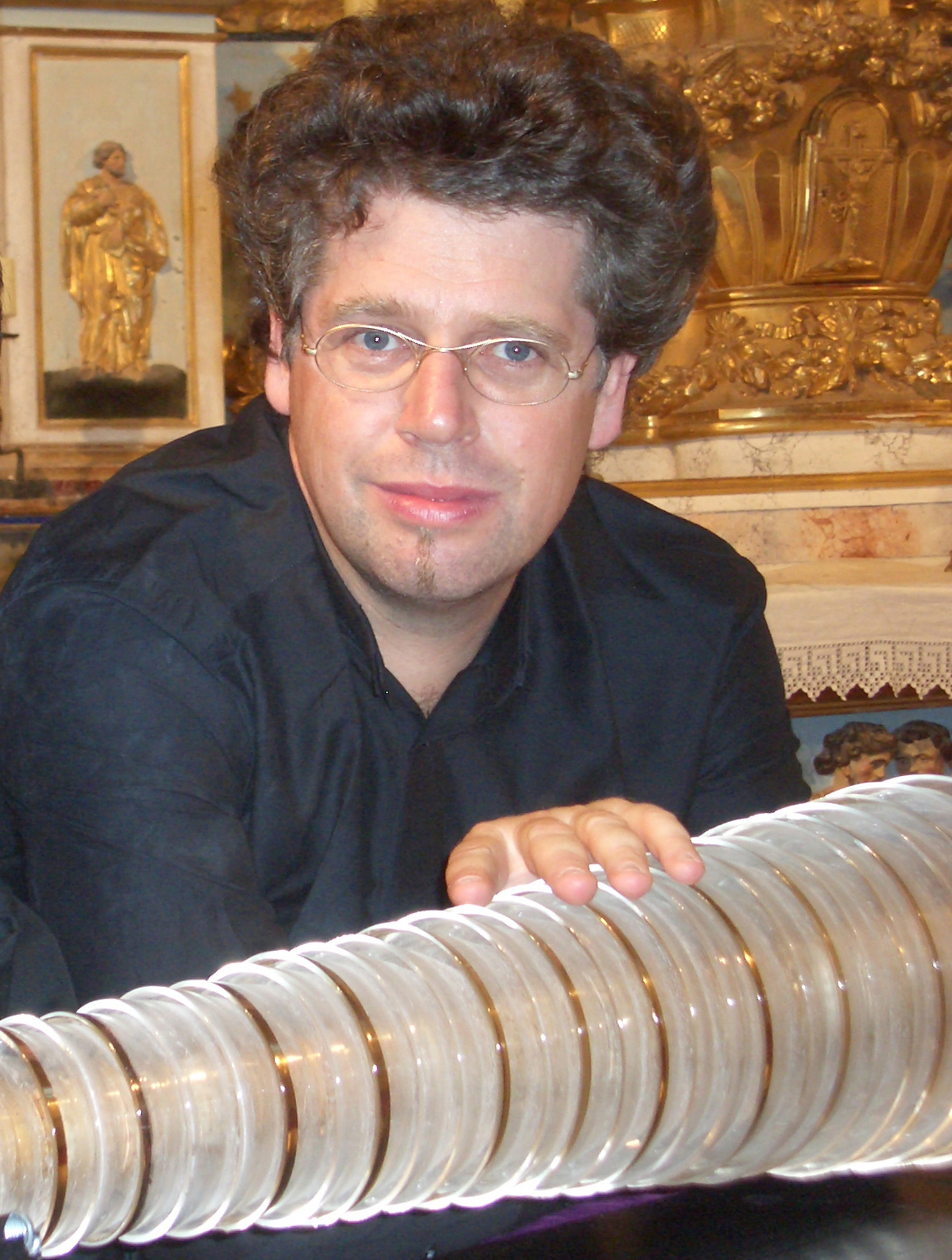
Thomas Bloch junto a una armónica de cristal (2007).

Tomás Bloch (Colmar, 1962) es un músico francés radicado en París.
De prominencia mundial, es un solista clásico especializado en instrumentos extraños como las ondas Martenot, la armónica de cristal y el cristal baschet. Sus actuaciones van del clásico y la música contemporánea a la canción, el rock, la música teatral, ópera, improvisación, bandas sonoras para películas, ballet y la llamada música del mundo. También es compositor y productor. 
Thomas Bloch se ha presentado unas dos mil quinientas ocasiones en cuarenta países, ha participado en alrededor de cien grabaciones, lo mismo personales que como artista invitado y en más de 200 programas de radio y televisión.
Entre sus numerosas colaboraciones musicales destacan participaciones junto a Radiohead, John Cage, Gorillaz y Damon Albarn, Tom Waits, Marianne Faithfull, Robert Wilson, Emilie Simon (The March of Penguins), Milos Forman (Amadeus), Valery Gergiev, Felix Carrasco, Jean-François Zygel, Michel Plasson, Myung-Whun Chung, Paul Sacher, Arturo Tamayo, Maurice Bourgue, Alexei Ogrintchouk, Patrick Gallois, András Adorján, Marc Grauwels, Philippe Bernold, Pierre-Yves Artaud, Vladimir Mendelssohn, Philippe Müller, Gil Sharon, Roger Muraro, Jay Gottlieb, quatuor Rosamonde, Balanescu quartet, Orlando quartet, Artis quartet, Michel Redolfi, Marcel Landowski, Jacques Chailley, Philippe Sarde, Isabelle Huppert,  Charles Berling, Yvan Cassar, Manu Dibango, Fred Frith, Phil Minton, Lara Fabian y Vanessa Paradis, entre otros.
Es ganador del primer premio para ondes martenot por el Paris Conservatoire Nacional Supérieur de Musique -junto a Jeanne Loriod- y grado de maestría en musicología por la Universidad de Estrasburgo.
Enseña ondes martenot en el Conservatorio de Estrasburgo; es director musical del Festival Musical Evian (Francia) y realiza presentaciones con sus instrumentos en el Paris Musée de la Musique.

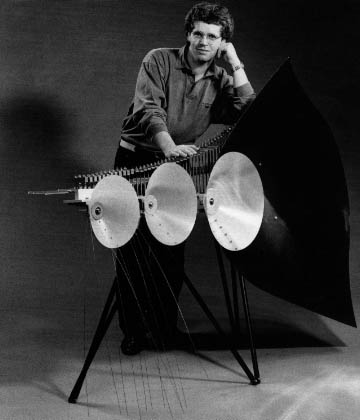
Thomas Bloch y cristal Baschet (1992).

Thomas Bloch fue invitado a ofrecer la primera audición del siglo XX de la versión original para glassharmonica (Armónica de cristal) de la "[escena de locura]]", incluida en la ópera "Lucia de Lammermoor" de Donizetti, celebrada en La Scala de Milán. También ha tocado el ondes martenot como solista en el centenario de la Orquesta Filarmónica de Varsovia, bajo la dirección de Antoni Wit. Ha ofrecido concierto en todas las salas de París (Theatre des Champs-Elysées, Opera, Olympia, Salle Pleyel, etc.), así como en el Ámsterdam Concertgebouw y en el Zúrich Tonhalle, así como en Tokio, Nueva York, México,  Los Ángeles, Sídney, San Petersburgo, San Francisco, Budapest, Bogotá, Estocolmo, Helsinki, Praga, Barcelona, Madrid, Monterrey, Tel Aviv, Seattle, Reikiavik, Salzburgo, Berlín, Londres, Filadelfia, Lisboa y gran cantidad de festivales internacionales.
Entre sus reconocimientos figura el Premio Música Clásica 2002 otorgado por la crítica europea en Midem (Cannes), junto a la revista The Choice of Gramophon. Por su interpretación en la Sinfonía Turangalila de Olivier Messiaen –editada por Naxos, bajo la dirección de Antoni Wit y junto al pianista François Weigel, obtuvo el premio al Mejor del Año 2001 otorgado por Le Monde de la Musique. También ha ganado las preseas Victoires de la Musique, Prix de l’Académie Charles Cros y, en cuatro ocasiones, la mejor banda sonora en el World Subaquatic Movies Festival celebrado en Antibes, Francia.
Como solista de sus instrumentos raros, Thomas Bloch interpreta su repertorio clásico y moderno, estrenando entre diez y quince obras por año. También es el primer músico en interpretar solo y sin parar Vexations, obra de Erik Satie con veinticuatro horas de duración. Además, se ha presentado en numerosos eventos especiales como la 150.ª Copa Louis Vuitton-América y el 20 aniversario del Canal +, entre otras celebraciones.
Thomas Bloch ha grabado para las compañías Columbia, EMI, Erato, Deutsche Grammophon, Harmonia Mundi, Philips, RCA, Sony Classical, Toshiba, Naïve, D&G y K.617. Cuenta con diez grabaciones personales realizados para Naxos.